# Starowola (Garwolin)
Pour les articles homonymes, voir Starowola.
Starowola (prononciation : [starɔˈvɔla]) est un village polonais de la gmina de Parysów dans le powiat de Garwolin de la voïvodie de Mazovie dans le centre-est de la Pologne.
Il se situe à environ 4 kilomètres au nord-est de Parysów (siège de la gmina), 12 kilomètres au nord-est de Garwolin (siège du powiat) et à 57 kilomètres au sud-est de Varsovie (capitale de la Pologne).

## Histoire
De 1975 à 1998, le village appartenait administrativement à la voïvodie de Siedlce.